# Derambila efila
Derambila efila là một loài bướm đêm trong họ Geometridae.